# Thomas Nelson Annandale
Thomas Nelson Annandale (15 de junio de 1876, Edimburgo - 10 de abril de 1924, Calcuta) fue un zoólogo, entomólogo, antropólogo y herpetólogo escocés.

## Historia
Hijo mayor de Thomas Annandale, profesor regius de cirugía clínica en la Universidad de Edimburgo, Nelson fue educado en la Rugby School, Balliol College, Oxford , y la Universidad de Edimburgo.
Annandale fue a la India en 1904 como Superintendente Adjunto de la Sección de Historia Natural del Museo de la India. Fue director adjunto del Museo de la India y en 1907 se convirtió en su director, sucediendo a John Anderson (1833-1900). Había viajado mucho antes de que su carrera en la India y con H.C.Robinson había emprendido la Skeat Expedición a la parte norte de la península de Malaca en 1899.
Comenzó los registros y memorias de las revistas Museo de la India y en 1916, se convirtió en el primer director de Zoological Survey of India que él ayudó a fundar. Se relaciona con muchos científicos de su época. Este cambio le coloca en una igualdad oficial con la botánica y la geología y le consiguió más fondos disponibles para las expediciones a varias partes de la India. Él estaba interesado en los aspectos más allá de la sistemática que incluye la ecología. Su sugerencia de un problema en la antropología a Prasanta Chandra Mahalanobis condujo al descubrimiento en estos últimos de una técnica que se desarrolló en los multivariadas técnicas estadísticas de hoy. Ocupó el cargo de director hasta 1924 y fue sucedido por Robert Beresford Seymour Sewell (1880-1964). Fue presidente en 1924 de la reunión del Congreso Científico de la India.
La Real Sociedad Asiática de Bengala, con la que estaba estrechamente asociado durante su servicio en la India como Secretario de Antropología, Vicepresidente y como Presidente en 1923 instituyó una Medalla triebal Conmemorativa Annandale para las contribuciones a la antropología en Asia. El primer premio fue otorgado al Dr. Fritz Sarasin en 1928.
Su colección de insectos y arañas se encuentra en el Museo de la India, Calcuta.
También se destacó por su trabajo sobre la biología y la antropología de las Islas Feroe y de Islandia.
Trabajó en el campo científico de la herpetología, donde describió varias nuevas especies de lagartos.

## Lecturas
- Hora, Sunder Lal (1949) In memoriam Proceedings of the Indian Academy of Science, Section A 8:157
- Anon. 1925: [Annandale, T. N.] J. Bombay Nat. Hist. Soc. 30 213-214.
- Calvert, P. P. 1924 [Annandale, T. N.] Ent. News 35:264.
- Evenhuis, N. L. 1997 *Litteratura taxonomica dipterorum (1758-1930). Volume 1 (A-K); Volume 2 (L-Z). Leiden, Backhuys Publishers.
- Kemp, S. W. 1925 [Annandale, T. N.] Rec. Indian Mus. , Calcutta. 27:1-28